# فیات ۱۳۰
فیات ۱۳۰ (Fiat ۱۳۰) خودرویی است که در سال‌های ۱۹۶۹ تا ۱۹۷۷تولید شده‌است. طراحی آن خودروهای موتور جلو-محور عقب بوده طول آن در حالت طبیعی ۴٬۷۵۰ میلیمتر (۱۸۷٫۰ اینچ) و عرض آن در حالت طبیعی ۱٬۸۰۳ میلیمتر (۷۱٫۰ اینچ) و ارتفاع آن در حالت طبیعی ۱٬۴۷۳ میلیمتر (۵۸٫۰ اینچ) است. سیستم جعبه‌دندهٔ آن ۵ دنده به دو صورت خودکار و دستی است.